# Moschoneura pinthous
Moschoneura pinthous — вид чешуекрылых из семейства белянок и подсемейства Dismorphiinae. Единственный вид рода Moschoneura Butler, 1870.

## Описание
Окраска крыльев пестрая с элементами белого, голубого, фиолетового и коричневого цветов.

## Распространение
Южная Америка от Эквадора до Боливии, Перу и Бразилии.

## Систематика
В составе вида выделяют несколько подвидов.
- Moschoneura pinthous patricia Lamas, 2004
- Moschoneura pinthous methymna (Godart, 1819)[3]
- Moschoneura pinthous cyra (Doubleday, 1844)
- Moschoneura pinthous ela (Hewitson, 1877)
- Moschoneura pinthous ithomia (Hewitson, 1867)
- Moschoneura pinthous amelina (Hopffer, 1874)
- Moschoneura pinthous proxima (Röber, 1924)